# IATO Hard Top
IATO Hard Top – samochód terenowy produkowany przez włoską firmę IATO.

## Parametry techniczne
- Prześwit: 230 mm[1]
- Głębokość brodzenia: 75 cm[1]
- Wysokość pokonywania progu: 30 cm[1]
- Pokonywanie wzniesienia: 53°[1]
- Kąt natarcia (wejścia)/zejścia: 41°/34°[1]